# 卜勒
卜勒，是台灣卑南族南王部落傳說中的一位女性，因為把兒子打扮成女性的樣子而引來天神的懲罰。

## 身世
卜勒是南王部落領袖家族的成員之一，他的父親是南王部落第十任頭目卡比達彥，來自拉拉（Ra'ra）氏族、母親則是一名叫樂姑岸（Reguan）的女性，原本樂姑岸的家並沒有氏族名，但卡比達彥參考自己祖先的氏族後，發現其曾祖父帕拉烏勒（Pala'ul，德馬拉少的兒子，第六任頭目）所屬的布度爾（Butul）氏族在那時已經幾乎斷絕，因此讓樂姑岸繼承布杜爾的名號，而卜勒也因此繼承了布度爾氏族，另外她的兄弟卡拉賽（Karasai）則繼承了拉拉氏族，並且在日後成為第十一任頭目。

## 傳說

### 受到懲罰
卜勒長大後，家裡給她安排了與知本部落領袖家族的青年卡拉比阿特（Karapiat）的婚姻，她和丈夫都很喜歡用漂亮的珠寶來裝飾自己，還把自己的兒子小卡比達彥（和其父親同名）打扮得很漂亮，傳說他們在兒子頭髮上抹油、還把她的指甲磨尖之後塗上紅色的的顏料，讓他看起來幾乎就跟女孩子一樣，但這樣的做法也引來了天神的憤怒，往小卡比達彥身上降下懲罰，讓他的下半身癱瘓無法行動。

### 治療
在受到天神的懲罰後，卜勒便從家裡的豬圈中抓來一隻豬、並找來了一位男性巫師（懂得巫術步驟的巫師），以塞入了小紅珠（inasi，疑似琉璃珠的一種）作為供品，進行法術儀式把附身在小卡比達彥身上那些讓他殘疾的精靈鬼怪逼出來、轉而附到準備好的那隻豬身上，小卡比達彥的身體就恢復了。

## 其他
研究者認為上述傳說體現出了卑南族古老社會中對男女的生物性別上的重視，由於在家族和社會中有不同的義務責任，因此不可以任意把小孩打扮成另一個性別。